# Craterocyphus abscissus
Craterocyphus abscissus är en skalbaggsart som beskrevs av Rudolph Petrovitz 1958. Craterocyphus abscissus ingår i släktet Craterocyphus och familjen Aphodiidae. Inga underarter finns listade i Catalogue of Life.